# Gulis Erik Andersson
Gulis Erik Andersson född 16 september 1885 i byn Torrvål, Orsa, död 8 januari 1961 i Skattunge församling, Orsa, svensk kompositör och spelman (fiol).